# Triplectidina oreolimnetes
Triplectidina oreolimnetes is een schietmot uit de
familie Leptoceridae. De soort komt voor in het Australaziatisch gebied.